# Uttendorf
Uttendorf est une commune autrichienne du district de Zell am See dans l'État de Salzbourg.

## Histoire
Au cours de la Seconde Guerre mondiale, il y avait dans la ville un camp annexe au camp de concentration de Dachau. Des prisonniers étaient réduits en esclavage pour la construction de centrales électriques.